# Sorapilla papuana
Sorapilla papuana är en bladmossart som beskrevs av Brotherus och Geheeb 1900. Sorapilla papuana ingår i släktet Sorapilla och familjen Sorapillaceae. Inga underarter finns listade i Catalogue of Life.